# Спешнёвское сельское поселение (Орловская область)
Спешнёвское се́льское поселе́ние — муниципальное образование в Корсаковском районе Орловской области России.
Создано в 2004 году в границах одноимённого сельсовета. Расположено в западной части района.
Административный центр — село Спешнёво.

## Население
| 2010 | 2012 | 2013 | 2014 | 2015 | 2016 | 2017 |
| ---- | ---- | ---- | ---- | ---- | ---- | ---- |
| 443  | ↘432 | ↘418 | ↘401 | ↘391 | ↘367 | ↘350 |
| 2018 | 2019 | 2020 | 2021 | 2023 |      |      |
| ↗352 | ↘346 | ↗347 | ↗536 | ↘517 |      |      |

## Населённые пункты
В состав сельского поселения (сельсовета) входят 14 населённых пунктов:
| №  | Населённый пункт | Тип     | Население (чел.) |
| -- | ---------------- | ------- | ---------------- |
| 1  | Александров      | посёлок | 16               |
| 2  | Вознесенское     | село    | ↘7               |
| 3  | Войново          | село    | ↘36              |
| 4  | Глинище          | посёлок | 5                |
| 5  | Глотово          | деревня | 10               |
| 6  | Голянка          | деревня | 65               |
| 7  | Гринёв           | посёлок |                  |
| 8  | Малое Тёплое     | деревня | ↘64              |
| 9  | Образцово        | деревня | ↘9               |
| 10 | Панарино         | деревня | 12               |
| 11 | Решетово         | деревня | 4                |
| 12 | Спешнёво         | село    | ↘113             |
| 13 | Хохловка         | посёлок | ↘95              |
| 14 | Шамов            | посёлок | 4                |